# 三方行成
三方 行成（さんぽう ゆきなり、1983年 -）は、日本のSF作家。長崎県諌早市出身。

## 経歴・人物
小説投稿サイト「カクヨム」にて「sanpow」名義で活動。2018年、同サイトへの投稿作品をまとめた投稿作「トランスヒューマンガンマ線バースト童話集」が、早川書房主催の第6回ハヤカワSFコンテストで優秀賞を受賞し、SF作家としてデビューした。デビューに際し筆名を三方行成とし、以後プロ活動ではこちらの名義を用いている。

## 作品リスト

### 単行本
- 『トランスヒューマンガンマ線バースト童話集』[3]（2018年11月、早川書房/2020年11月、ハヤカワ文庫JA[4]）
  - 地球灰かぶり姫（『S-Fマガジン』2018年12月号 早川書房 2018年10月発売 掲載）- 「トランスヒューマンガンマ線バースト童話集 灰かぶり姫」より改題
  - 竹取戦記（2016年、『カクヨム』掲載）
  - スノーホワイト/ホワイトアウト（2016年、『カクヨム』掲載）
    - 『年刊日本SF傑作選 おうむの夢と操り人形』（大森望・日下三蔵編、創元SF文庫、2019年8月）に再録

  - 〈サルベージャ〉VS甲殻機動隊（2016年、『カクヨム』掲載）
  - モンティ・ホールころりん（2016年、『カクヨム』掲載）
  - アリとキリギリス（2016年、『カクヨム』掲載）

- 『流れよわが涙、と孔明は言った』[5]（2019年4月、ハヤカワ文庫JA）
  - 流れよわが涙、と孔明は言った（『Hayakawa Books & Magazines (β)』 早川書房 2018年11月配信 掲載[6]）
    - 『2010年代SF傑作選 2』（伴名練・大森望編、ハヤカワ文庫JA、2020年2月6日）に再録

  - 折り紙食堂（『S-Fマガジン』2019年4月号 早川書房 2019年2月発売 掲載）- 「折り紙食堂 エッシャーのフランベ」より改題し、大幅加筆
  - 走れメデス（本書書き下ろし）
  - 闇（『人は死んだら電柱になる：電柱アンソロジー』 同人誌 2014年 発売[7]）
  - 竜とダイヤモンド（『WHEELS AND DRAGONS ドラゴンカーセックスアンソロジー』 同人誌 2018年 発売[8]）

### 雑誌等掲載作品

#### 小説作品
- 「先生と聖骸と私」[9]： 同人誌『Ghost to Coast』2019年5月 発売 掲載 -sanpowとして寄稿
- 「シカゴの冒険」[10]： 同人誌『Too Tall Tales』2019年12月 発売 掲載 -sanpowとして寄稿
- 「おくみと足軽」： 『S-Fマガジン』2020年8月号 早川書房 2020年6月発売 掲載
- 「未来の自動車学校」： 『VG+(バゴプラ)　第一回かぐやSFコンテスト』[11]掲載 2020年7月24日
- 「ミイラがミイラ取りになる」[12]： 同人誌『以死人為帰人　以生人為行人』2020年9月 発売 掲載 -sanpowとして寄稿
- 「無人の客室でしょっちゅう見つかる手記」[13]： 同人誌『DON'T DISTURB ME.』2021年5月 発売 掲載 -sanpowとして寄稿
- 「メガ奥46k」： 『S-Fマガジン』2021年10月号 早川書房 2021年8月発売 掲載
- 「どんでんを返却する」： 『ベストSF2021』 竹書房 2021年11月発売 収録[14]
- 「自分の墓で泣いてください」：『2084年のSF』日本SF作家クラブ編（ハヤカワ文庫JA、2022年5月）収録
- 「詐欺と免疫」 : 『SFアンソロジー 新月/朧木果樹園の奇跡』井上彼方編（Kaguya Books、2022年8月）収録

#### エッセイ
- 「受賞の言葉 三方行成」 : 『S-Fマガジン』2018年12月号 早川書房 2018年10月発売 掲載
- 「名作童話をSF小説化した新星。SF作家・三方行成インタビュー」 : 『Hayakawa Books & Magazines (β)』 早川書房 2018年11月20日配信 掲載[15]
- 「流れよわが涙、と孔明が言ったような話」 : 『ユリイカ』2019年6月号[16] 青土社 2019年5月発売 掲載
- 「2020年のわたし」 : 『SFが読みたい! 2020年版』早川書房 2020年2月発売 掲載
- 「『ディアスポラ』です」 : 『S-Fマガジン』2020年10月号 早川書房 2020年8月発売 掲載
- 「ハヤカワ文庫JA総解説 PART2（502〜998）」(共著者の一人として参加)[17] - 『S-Fマガジン』2021年10月号 早川書房 2021年8月発売 掲載
- 「ハヤカワ文庫JA総解説 PART3（1001〜1500）」(共著者の一人として参加)[18] - 『S-Fマガジン』2021年12月号 早川書房 2021年10月発売 掲載